# Brama Herbowa na Wawelu
Brama Herbowa – jedna z bram wjazdowych Wzgórza Wawelskiego, usytuowana od strony północnej wzgórza.
Wybudowana we wrześniu 1921 roku, według projektu Adolfa Szyszko-Bohusza, na miejscu XIX-wiecznej bramy fortecznej zburzonej w maju 1921 roku. Ozdobiona jest dziewięcioma herbami ziem polskich, litewskich i ruskich i lennych.

## Przypisy

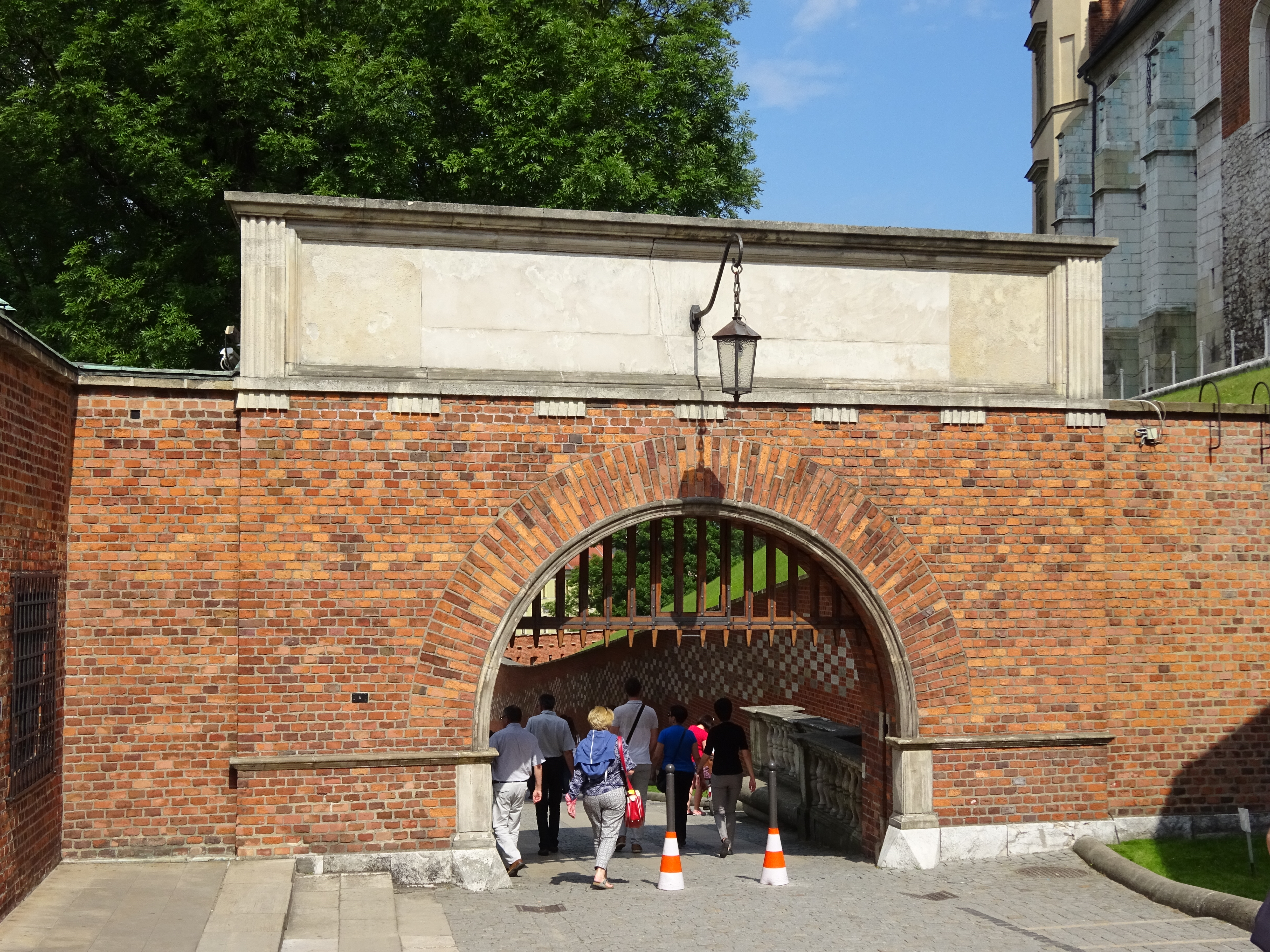
Widok Bramy Herbowej od strony wewnętrznej (Bramy Wazów)